# Morane-Saulnier Type G
Il Morane-Saulnier Type G, indicato secondo le convenzioni dell'esercito francese come MoS-2, era un aereo da turismo sportivo monomotore monoposto, monoplano ad ala media, sviluppato dall'azienda aeronautica francese Société des Aéroplanes Morane-Saulnier negli anni dieci del XX secolo e prodotto, oltre che dalla stessa, anche in Svezia su licenza dalla AB Thulinverken.
Destinato all'emergente mercato dell'aviazione generale dell'epoca, venne utilizzando principalmente dall'Aéronautique Militaire, la componente aerea dell'Armée de terre (l'esercito francese), e dalla zarista Imperatorskij voenno-vozdušnyj flot durante la prima guerra mondiale.

## Varianti
Type GAversione equipaggiata con un motore rotativo Le Rhône da 60 hp (40 kW)
Type GBversione equipaggiata con un motore rotativo Gnome da 80 hp (60 kW)
Type WBversione da esportazione destinata all'Impero Russo e caratterizzata dalla finestratura della parte anteriore della fusoliera.
Thulin Bdesignazione della variante di produzione svedese costruita su licenza dalla AB Thulinverken.

## Utilizzatori
Argentina
- Servicio Aéronautico del Ejército

 Cuba
- Cuerpo Aéreo del Ejército de Cuba

operò con un singolo esemplare.
 Francia
- Aéronautique Militaire

 Russia
- Imperatorskij voenno-vozdušnyj flot

 Regno Unito
- Royal Flying Corps

 Svizzera
- Truppe d'aviazione dell'Esercito svizzero

operò con un singolo esemplare.
 Unione Sovietica
- Voenno-vozdušnye sily

### Periodici
- (EN) The 80 HP Morane Saulnier monoplane, in Flight, Sutton, Surrey - UK, Reed Business Information Ltd., 24 maggio 1913,  p. 562, ISSN no (WC · ACNP). URL consultato il 15 maggio 2013.